# Дон К'ю, син Зорро
Дон К'ю, син Зорро (англ. Don Q Son of Zorro) — американський пригодницький вестерн режисера Дональда Кріспа 1925 року.

## Сюжет
Історія про дона Сезарі Вега, сина відомого Зорро і його пригоди в Мадриді, куди він, як й батько, поїхав вчитися. Хоча фільм і задуманий як продовження нашумілого «Знака Зорро», сам Зорро з'являється тільки в самому кінці, та й то ненадовго. До того ж його маскування вже не потрібне, адже всі давно знають, хто ховається під маскою.

## У ролях
- Мері Астор — Долорес де Муро
- Джек МакДональд — генерал де Муро
- Дональд Крісп — дон Себастьян
- Стелла Де Ленті — королева
- Ворнер Оланд — ерцгерцог
- Джин Хершолт — дон Фабріке
- Альберт МакКуоррі — полковник Матсадо
- Лотті Пікфорд — Лола
- Чарльз Стівенс — Робледо
- Енріке Акоста — Рамон
- Дуглас Фербенкс — Зорро